# Bundesamt für Informatik und Telekommunikation
Das Bundesamt für Informatik und Telekommunikation BIT (französisch Office fédéral de l’informatique et de la télécommunication OFIT, italienisch Ufficio federale dell’informatica e della telecomunicazione UFIT, rätoromanisch Uffizi federal d’informatica e da telecommunicaziun UFIT, englisch Federal Office of Information Technology, Systems and Telecommunication FOITT) ist eine Bundesbehörde der Schweizerischen Eidgenossenschaft. Es ist ein dem Eidgenössischen Finanzdepartement (EFD) unterstelltes Bundesamt.
Das BIT erbringt Informatik- und Telekommunikationsleistungen zur Unterstützung der Geschäftsprozesse der Leistungsbezüger und gewährleistet die erforderliche Sicherheit für Informatikmittel und Daten. Dabei hält es die Vorgaben des Informatikrates des Bundes (IRB) ein. Es richtet sein Angebot auf die Bedürfnisse der Leistungsbezüger aus und setzt die verfügbaren Mittel wirtschaftlich und wirksam ein. Es kann seine Leistungen gemäss den Vorgaben der Finanzhaushaltgesetzgebung auch Dritten erbringen.
Das BIT ist der grösste IT-Leistungserbringer der Bundesverwaltung. Daneben gibt es nebst dem Bundesamt für Cybersicherheit in drei weiteren Departementen eigene Leistungserbringer (ISC-EJPD, ISCeco und IT EDA). Als Erbringer von Standarddiensten ist das BIT in den Bereichen Telekommunikation, Internet, betriebswirtschaftliche Lösungen und operative Sicherheit für die ganze Bundesverwaltung tätig. Es verantwortet für drei Departemente den Betrieb von Rechenzentren und Fachanwendungen, für sechs Departemente und die Bundeskanzlei die Bewirtschaftung der über 50 000 standardisierten Arbeitsplatzsysteme und für die gesamte Bundesverwaltung den Betrieb von Datennetzen und Telekommunikationsinfrastrukturen und sorgt damit für eine funktionierende Telekommunikation zwischen allen Bundesstellen im In- und Ausland.
Das BIT verrechnet den Leistungsbezügern gemäss Verrechnungspreiskonzept die gesamten Kosten für die Leistungserbringung. Die laufenden Einnahmen des BIT sind im Vergleich zum Vorjahr um 207,9 Millionen gestiegen. Das Wachstum von 2023 auf 2024 ist hauptsächlich auf die Übernahme der Informatikleistungen der bisherigen Führungsunterstützungsbasis (FUB) in der Höhe von 150,2 Millionen und die Migration der Arbeitsplatzgeräte bei der Verteidigung (+26,2 Mio.) zurückzuführen. Ferner trugen höhere SAP-Betriebskosten (+6,6 Mio.) und höhere Projektumsätze für die E-ID Vertrauensinfrastruktur (7,7 Mio.) zu dieser Entwicklung bei.

## Vorgängerorganisationen

### Zentralstelle für Organisationsfragen der Bundesverwaltung (ZOB)
Nachdem die Bundesverwaltung im Zweiten Weltkrieg stark gewachsen war, setzen in der unmittelbaren Nachkriegszeit Bemühungen nach einer Zurückbildung der Verwaltung ein. In diesem Kontext wurden nebst einem Personalabbau auch weitere Rationalisierungsmassnahmen eingeleitet. So beschloss der Bundesrat 1953, eine Koordinationsstelle für die Spar- und Rationalisierungsbestrebungen innerhalb der Bundesverwaltung zu schaffen. 1954 verabschiedeten die eidgenössischen Räte schliesslich ein Bundesgesetz über die Schaffung einer Zentralstelle für Organisationsfragen der Bundesverwaltung (ZOB), die im Finanz- und Zolldepartement angesiedelt war und die fortan die Zweckmässigkeit und Wirksamkeit der Organisation und der Arbeitsweise sowie die Möglichkeit einer sparsamen Gestaltung der Bundesverwaltung prüfen sollte. Die schnelle Entwicklung der Elektronik im Bereich der Büromaschinen veranlasste den Bundesrat am 16. Dezember 1960 zu einem Beschluss, in dem er das Pflichtenheft der ZOB um die Koordination aller Bestrebungen der Bundesverwaltung auf dem Gebiet der Automation erweiterte und innerhalb der ZOB eine Abteilung Koordinationsstelle für Automation schuf. Bis zu Beginn der 1970er-Jahre verfügte die Bundesverwaltung über vier allgemeine Rechenzentren: das Rechenzentrum der Bundesverwaltung, das Rechenzentrum des EMD, das Rechenzentrum der ETH Zürich und das Rechenzentrum der ETH Lausanne. Neben den allgemeinen Rechenzentren bestanden noch im Jahr 1973 erst wenige dezentrale Datenverarbeitungsdienste mit eigenen Geräten und eigenem Personal, so beispielsweise in der Meteorologischen Zentralanstalt Zürich, der Zentralen Ausgleichskasse der AHV in Genf, der Eidgenössischen Steuerverwaltung, dem Kassen- und Rechnungswesen, der Eidgenössischen Zollverwaltung, im Institut für Nuklearforschung sowie dem Rechenzentrum der Konstruktionswerkstätte und der Munitionsfabrik in Thun. Insgesamt erhöhten sich die Ausgaben für EDV-Geräte in der Bundesverwaltung rapide von rund 10 Millionen Franken im Jahr 1963 auf rund 30 Millionen Franken im Jahr 1968, auf rund 140 Millionen Franken im Jahr 1973 und schliesslich auf rund 214 Millionen Franken im Jahr 1978.

### Bundesamt für Organisation (BFO)
Organisatorisch wurde die 1955 geschaffene ZOB 1980 zum Bundesamt für Organisation (BFO) erhoben, wobei die Zuständigkeit im EDV-Bereich bestätigt wurde. Die entsprechende Aufgabe im Bundesgesetz von 1980 lautete: «Fördert, koordiniert und überwacht die automatische Datenverarbeitung und stellt die Gesamtplanung sicher.» Ausserdem wurde das Bundesamt dazu ermächtigt, fachtechnische Weisungen über zweckmässigen und wirtschaftlichen Einsatz von Mitteln der automatischen Datenverarbeitung zu erlassen. Die Beschaffung und Verwendung von Einrichtungen der automatischen Datenverarbeitung sowie die dafür erforderlichen Planungsarbeiten in der Bundesverwaltung bedurften weiterhin der Zustimmung des Bundesamtes.

### Bundesamt für Informatik (BfI)
Im Rahmen des Effizienzsteigerungsprojektes EFFI-QM-BV wurden 1990 in der Bundesverwaltung neue Führungsstrukturen nach den Grundsätzen des New Public Management (NPM) geschaffen. Dabei wurde auch der Grundsatz der Trennung von Beratung und Kontrolle verfolgt, was zur Auflösung des BFO und zur Schaffung eines neuen Bundesamtes für Informatik (BfI) führte. Dieses neue Querschnittsamt war für die Bearbeitung departementsübergreifender konzeptioneller und technischer Fragen der Informatik zuständig und trug die betriebliche Verantwortung für departementsübergreifende Informatikanwendungen. Zudem hatte es die Verwaltungseinheiten des Bundes im Bereich der Informatik zu unterstützen, zu beraten und in Zusammenarbeit mit der Informatik-Konferenz des Bundes (IKB) technische Weisungen über den Einsatz der Informatik (Standards und Normen) zu erstellen. Das Bundesamt entwickelte ausserdem selber Informatikanwendungen, bot den Verwaltungseinheiten die eigene Informatikinfrastruktur zur Verfügung und erfüllte im Auftrag anderer Ämter Informatikaufgaben. Die Bundesinformatik widmete sich unterdessen der Technik. Von den anfangs 172 Angestellten arbeiteten rund 75 Prozent im Rechenzentrum der allgemeinen Bundesverwaltung (RZ BV). Die übrigen Mitarbeitenden waren mit der Ausbildung der Benutzer, Dienstleistungen und Planung befasst. Bis 1999 wuchs deren Anzahl auf 230 Mitarbeitende an. Der Direktor des BfI, Henri Garin, leitete das Amt bis zum Übergang in das Bundesamt für Informatik und Telekommunikation im Jahr 1999. Eines seiner ersten Projekte war der Neubau eines zentralen Verwaltungsgebäudes in Bern für 130 Millionen Franken. Bis dahin war das BfI an vier Standorten innerhalb der Stadt Bern untergebracht, was diverse Nachteile hatte: Arbeitsräume und gewisse Geräte mussten mehrfach vorhanden sein, Führung sowie Kommunikation waren erschwert und die periphere Lage der EDV-Betriebe verursachte Zeitverluste beim Bringen und Holen von Datenträgern sowie umfangreichen Druckarbeiten (damals bedruckte das Rechenzentrum jährlich mehr als 10 Millionen Seiten Papier). Ferner wurden jährlich rund 5000 Datenträger mit anderen EDV-Anlagen bei Bund, Kantonen und Privatwirtschaft ausgetauscht. Im Rahmen der Regierungs- und Verwaltungsreformen in der Zweiten Hälfte der 1990er-Jahre wurden auch die Bereiche Informatik und Kommunikation vertieft untersucht. Dabei zeigte sich, dass aufgrund der raschen Entwicklung der Technologie und der in kurzer Zeit praktisch flächendeckenden Einführung der Informatik aus kleinen Anfängen sowie der, auch in Rezessionszeiten, angespannten Lage auf dem Arbeitsmarkt für Informatikkräfte eine unkoordinierte Entwicklung stattgefunden habe. Als wichtigster Schwachpunkt im Informatikbereich der Bundesverwaltung wurde jedoch die Führung und Steuerung bezeichnet. Im Jahr 2000 beschloss der Bundesrat daher die Bundesinformatik mittels der Verordnung und den Weisungen über die Informatik und Telekommunikation in der Bundesverwaltung (BinfV und BInfW) erneut zu reorganisieren. Dabei wurden im Wesentlichen drei verschiedene Rollen definiert: Der aus Vertretern der Departemente und der Bundeskanzlei zusammengesetzte Informatikrat des Bundes (IRB) sollte als Stabs-, Planungs- und Koordinationsorgan die strategische Gesamtverantwortung für die Informatik der Bundesverwaltung tragen. Als Leistungsbezüger (LB) wurden alle Departemente, die Bundeskanzlei und die Verwaltungseinheiten bezeichnet, die Informatikleistungen bezogen. Angeboten wurden die Informatikleistungen von den Leistungserbringern (LE), die etwa die IT-Infrastruktur bereitstellten, Lösungen entwickelten und den Support sicherstellten. Dabei durfte es pro Departement höchstens einen LE geben, was de facto eine Zentralisierung der Informatikdienstleistungen auf Departementsstufe bedeutete. Die Verordnung erlaubte den Departementen aber auch eine weitergehende Zentralisierung durch Zusammenschlüsse von departementalen LE in überdepartementale Einheiten. Zusätzlich zu dieser Organisation wurde festgelegt, dass gewisse vom Informatikrat des Bundes (IRB) zu bestimmende Querschnittsleistungen vom neuen, aus dem ehemaligen Bundesamt für Informatik gebildeten Bundesamt für Informatik und Telekommunikation (BIT) zentral für sämtliche Departemente erbracht werden sollten. Dazu zählten insbesondere die zivile Daten- und Sprachkommunikation – d. h. Telekommunikation, Internet und Intranet –, Querschnittsanwendungen, sogenannt ganzheitliche Informatikdienstleistungen wie Beratung, Konzeption, Betrieb und Support, Organisation von Kursen, Sicherstellung der Interoperabilität und Katastrophenvorsorge. Das BIT konnte aber auch als LE von Departementen dienen, was zunächst beim Heimdepartement EFD und bei der Bundeskanzlei der Fall war und später auch auf andere Departemente ausgedehnt wurde. Nebst der organisatorischen Neuausrichtung und Neustrukturierung wurden die Rechenzentren zusammengeführt, ein Kompetenzzentrum SAP und eine Abteilung für Anwendungsentwicklung geschaffen sowie die Automatisierung der Datenerfassung und der Aufbau der bundesweiten Telekommunikationsleistungen mit Anschluss der Kantone und der Botschaften im Ausland vorangetrieben.

## Amtsdirektoren

### Marius Redli (1999–2011)
Die Gründung des BIT erfolgte am 1. Juli 1999. Der erste Direktor war Marius Redli (* 3. April 1950; † 6. September 2021), ein ETH-Ingenieur, der in der Vorgängerorganisation von 1992 bis 1994 Vizedirektor der Hauptabteilung Betriebe und Datenkommunikation und von 1994 bis 1999 stellvertretender Direktor war. Mit dem Projekt NOVE-IT (2000 – 2004) wurde die gesamte Informatik der Bundesverwaltung einer Restrukturierung unterzogen, was einerseits eine Trennung von Leistungsbezüger (LB) und Leistungserbringer (LE) vorsah und dem BIT Querschnittaufgaben wie Telekommunikation, Informatikausbildung, Kompetenzzentren für Internet und SAP, operative Sicherheit u. a. übertrug, die es für die gesamte Bundesverwaltung zu leisten hatte. So wurde die Informatik- und Telekommunikationsleistungserbringung (IKT) für das EFD und die Bundeskanzlei konsolidiert, die bestehenden fünf Rechenzentren von BIT, EFV, ESTV, EZV und ZAS zusammengeführt, die Infrastrukturen harmonisiert und die Mitarbeitenden im BIT integriert. Anfang der Nullerjahre herrschte in der Bundesverwaltung ein Informatiker-Mangel. 2003 übernahm das BIT die Leistungserbringung für das UVEK und 2007 für das EDI sowie die Büroautomation für das EJPD. Später wurden die Publica, das Bundesstrafgericht in Bellinzona, das Bundesverwaltungsgericht in St. Gallen, die Swissmedic und das Bundesamt für Sport Kunden des BIT. Mit diesen Schritten verbunden war jeweils die Integration der übernommenen Mitarbeitenden ins BIT, die Anpassung der Organisation, Führungsprozesse und Kultur sowie die Harmonisierung der Infrastruktur und die Nutzung der entstehenden Skaleneffekte zur Erhöhung der Wirtschaftlichkeit. Das BIT wuchs seit seiner Gründung von 230 auf 1200 Mitarbeitende. Seit 2003 steht das BIT im Wettbewerb mit Dritten und wird seit 2007 als FLAG-Amt mit Leistungsauftrag des Bundesrats und Globalbudget geführt (2010 über 440 MCHF). 2010 wurde angekündigt, dass Marius Redli nach 12 Jahren Amtszeit, in denen er das BIT zu einem der fünf grössten Informatik-Dienstleistungsunternehmen der Schweiz ausgebaut hatte, zurücktritt.

### Giovanni Conti (2011–2019)
2011 wählte der Bundesrat Giovanni Conti zum Nachfolger von Marius Redli. Schon nach einem halben Jahr stiess Conti ein Reorganisationsprojekt für die 1100 internen und 400 externen Mitarbeiter an, dessen Ziel eine Neuausrichtung auf mehr Kundenorientierung und eine besseren Durchgängigkeit zwischen den vier historisch gewachsenen Bereichen war. Im November 2011 stoppte Conti das zusammen mit Microsoft entwickelte Projekt «Gever Office», das bis dahin mehrere Millionen Franken gekostet hatte. Das Nachfolgeprogramm "GEVER Bund" wurde 2008 gestartet und Ende 2012 abgeschlossen. Aufgrund unterschiedlicher Auffassungen betreffend die Weiterentwicklung des BIT wurde das Arbeitsverhältnis mit Conti auf Mitte Juni 2019 aufgelöst.

### Dirk Lindemann (ab 2019)
Im Juni 2019 entschied der Bundesrat, die Leitung des BIT interimistisch Dirk Lindemann zu übergeben. Lindemann war seit Januar 2013 Mitglied der Geschäftsleitung und seit Juli 2015 Vizedirektor und Leiter der Hauptabteilung Ressourcen der Eidgenössischen Steuerverwaltung (ESTV). Im Rahmen seiner vorherigen Tätigkeit als externer Gesamtprojektleiter für das letztlich gescheiterte IT-Projekt Insieme, standen sich Lindemann und Conti wegen Konflikten zwischen der ESTV und dem BIT gegenüber. Im November 2019 wurde Lindemann definitiv zum neuen Direktor des BIT gewählt. Im Rahmen des Programms «midar» (rätoromanisch für "ändern", "bewegen") wurden erste Schritte zur agilen Transformation des BIT unternommen, indem u. a. die Geschäftsleitung von acht auf fünf Hauptabteilungen verkleinert wurde. Mit der Entwicklung des EU-kompatiblen Schweizer Covid-Zertifikats innert weniger Wochen erlangte das BIT breite Anerkennung, da damit in der Ferienzeit Auslandsreisen ermöglicht wurden. Weitere Schlüsselprojekte des BIT sind die Programme GEVER, DaziT, SUPERB, Container Application Environment (CAE) mit Red Hat OpenShift, E-ID, Swiss Government Cloud (SGC) und die Einführung von Microsoft 365 in der Bundesverwaltung. Nach der abgeschlossenen Transformation zu einer agilen Organisation steht für das BIT die konsequente Digitalisierung der Prozesse von der Kundenschnittstelle über die Leistungserbringung bis zur voll automatisierten Verrechnung der Leistungen an. Mit dem Projekt RUVER (rätoromanisch für «Eiche») wurden 2023 340 Mitarbeitende zusammen mit 500 Fachanwendungen des ehemaligen Leistungserbringers Führungsunterstützungsbasis (FUB) ins BIT integriert. 2024 feierte das BIT 50 Jahre Zugehörigkeit zum Verband swissICT und 25 Jahre seines Bestehens.

## Organisation
Das BIT ist organisatorisch in fünf Hauptabteilungen aufgegliedert: Business Solutions (BS), Platform Services (PS), Defence Platform (DP), Domestic Services (DO) und Strategy & Resources (SR). Die organisatorischen Bestimmungen werden in der BIT-Geschäftsordnung (GO) festgehalten und nach Bedarf aufdatiert.

## Rechtliche Grundlagen
- Verordnung über die digitalen Dienste und die digitale Transformation in der Bundesverwaltung (Digitalisierungsverordnung, DigiV) Änderung vom 2. April 2025
- Art. 16-18 der Organisationsverordnung für das Eidgenössische Finanzdepartement vom 17. Februar 2010

## Zertifizierung
Das BIT wurde Anfang März 2021 von der Schweizerischen Vereinigung für Qualitäts- und Managementsysteme (SQS) gemäss der Norm ISO/IEC 27001:2013 zertifiziert und wiederholt rezertifiziert.

## Personalbestand ab 2001
| Jahr | Vollzeitstellen |
| ---- | --------------- |
| 2001 | 386             |
| 2002 | 432             |
| 2003 | 490             |
| 2004 | 522             |
| 2005 | 510             |
| 2006 | 515             |
| 2007 | 789             |
| 2008 | 896             |
| 2009 | 1'058           |
| 2010 | 1'148           |
| 2011 | 1'090           |
| 2012 | 1'003           |
| 2013 | 955             |
| 2014 | 986             |
| 2015 | 1'039           |
| 2016 | 1'091           |
| 2017 | 1'114           |
| 2018 | 1'084           |
| 2019 | 1'049           |
| 2020 | 1'063           |
| 2021 | 1'127           |
| 2022 | 1'132           |
| 2023 | 1'153           |
| 2024 | 1'496           |

## Standorte

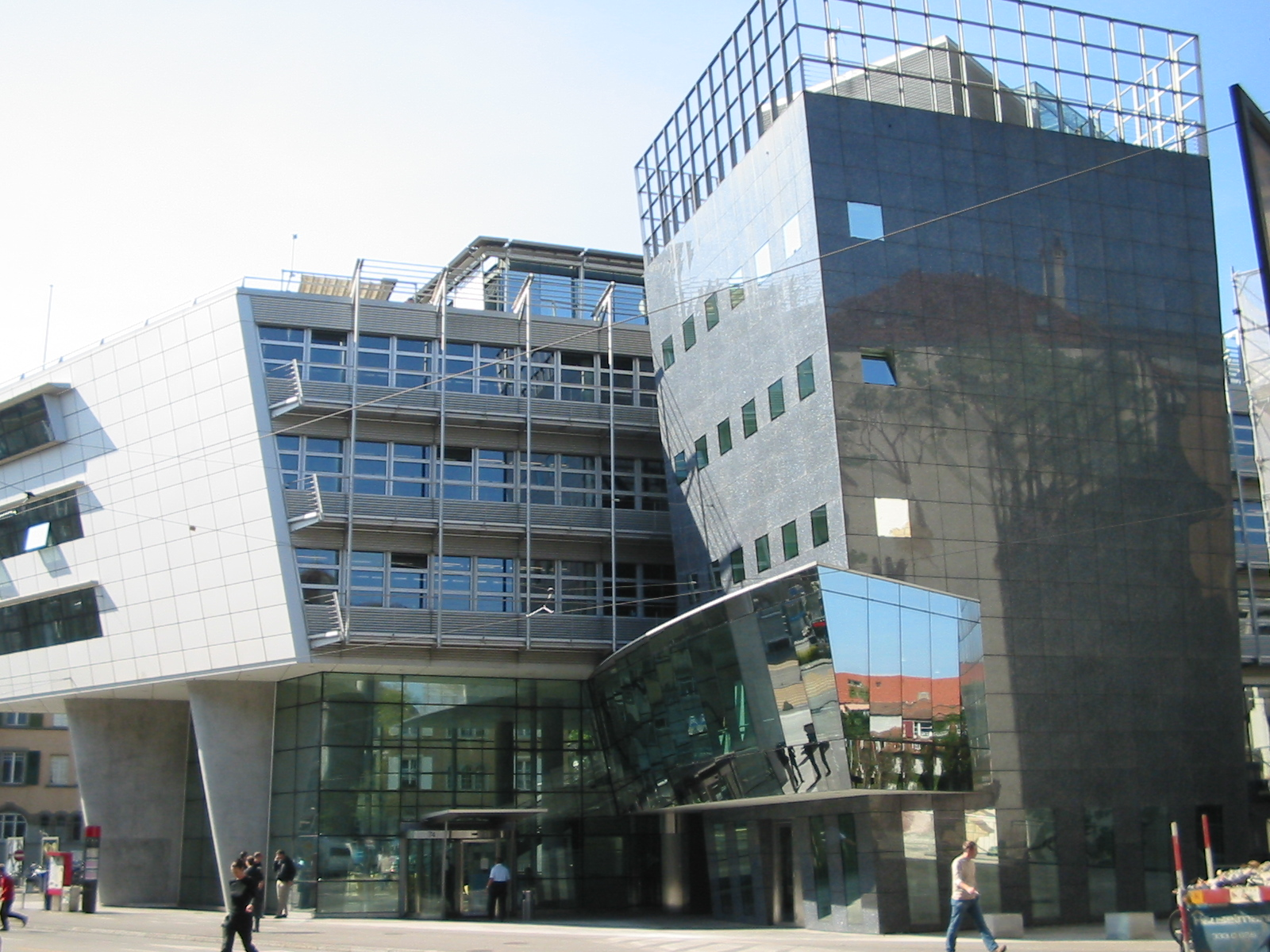
Ehemaliges BIT-Gebäude "Titanic II" im Berner Monbijouquartier

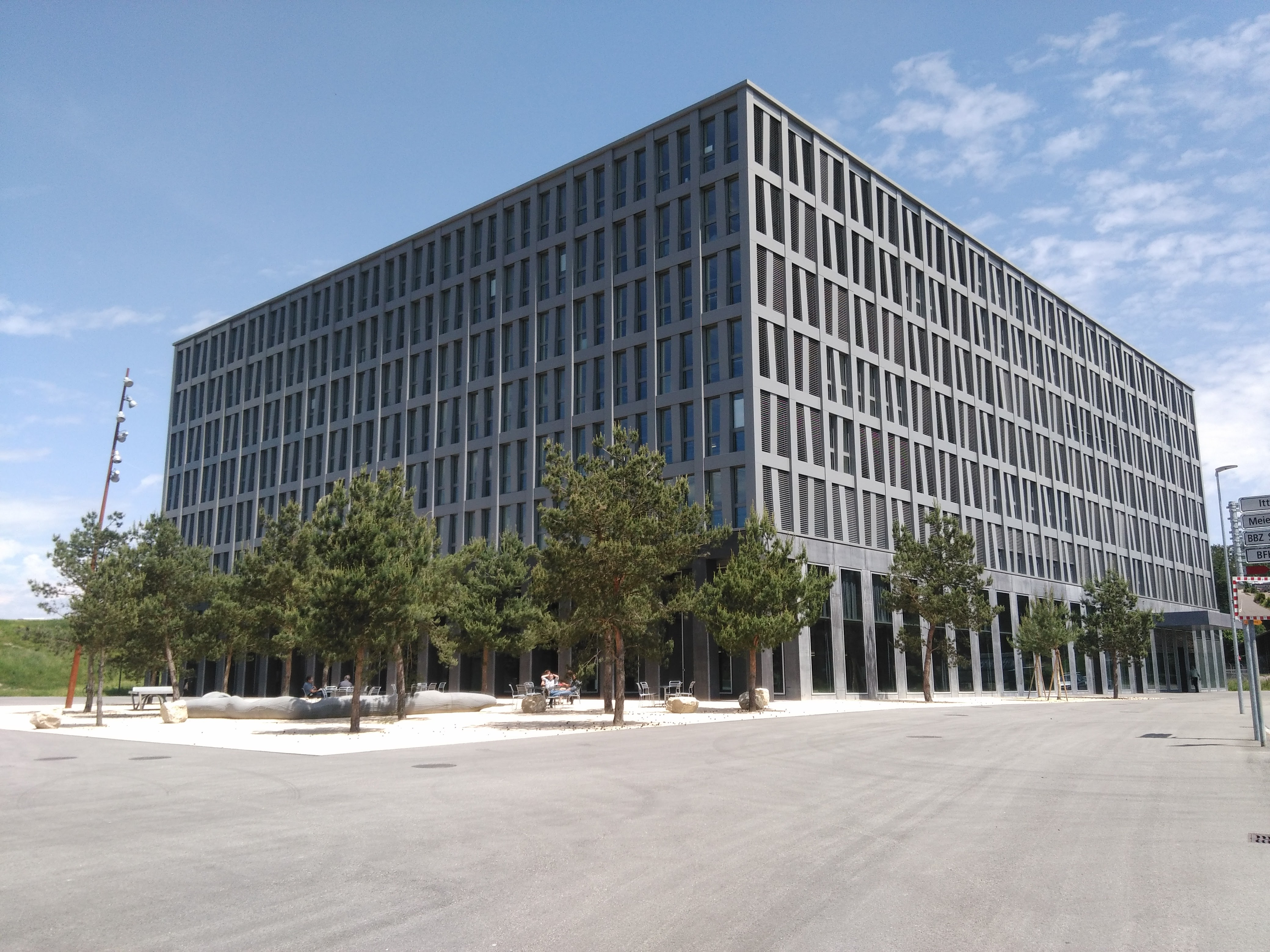
Eichenweg 1 in Zollikofen (2015)

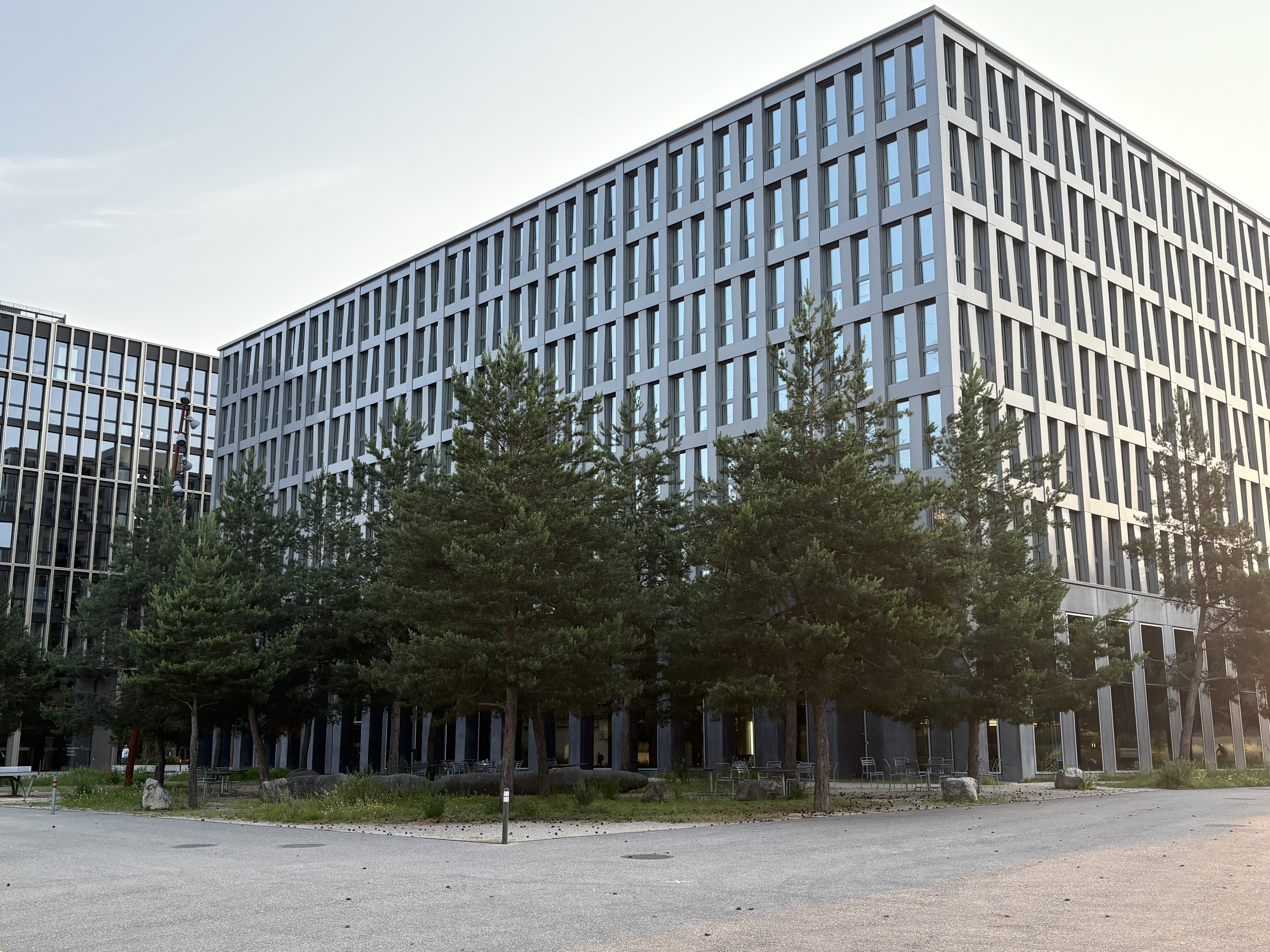
Eichenweg 1–3 in Zollikofen (2025)

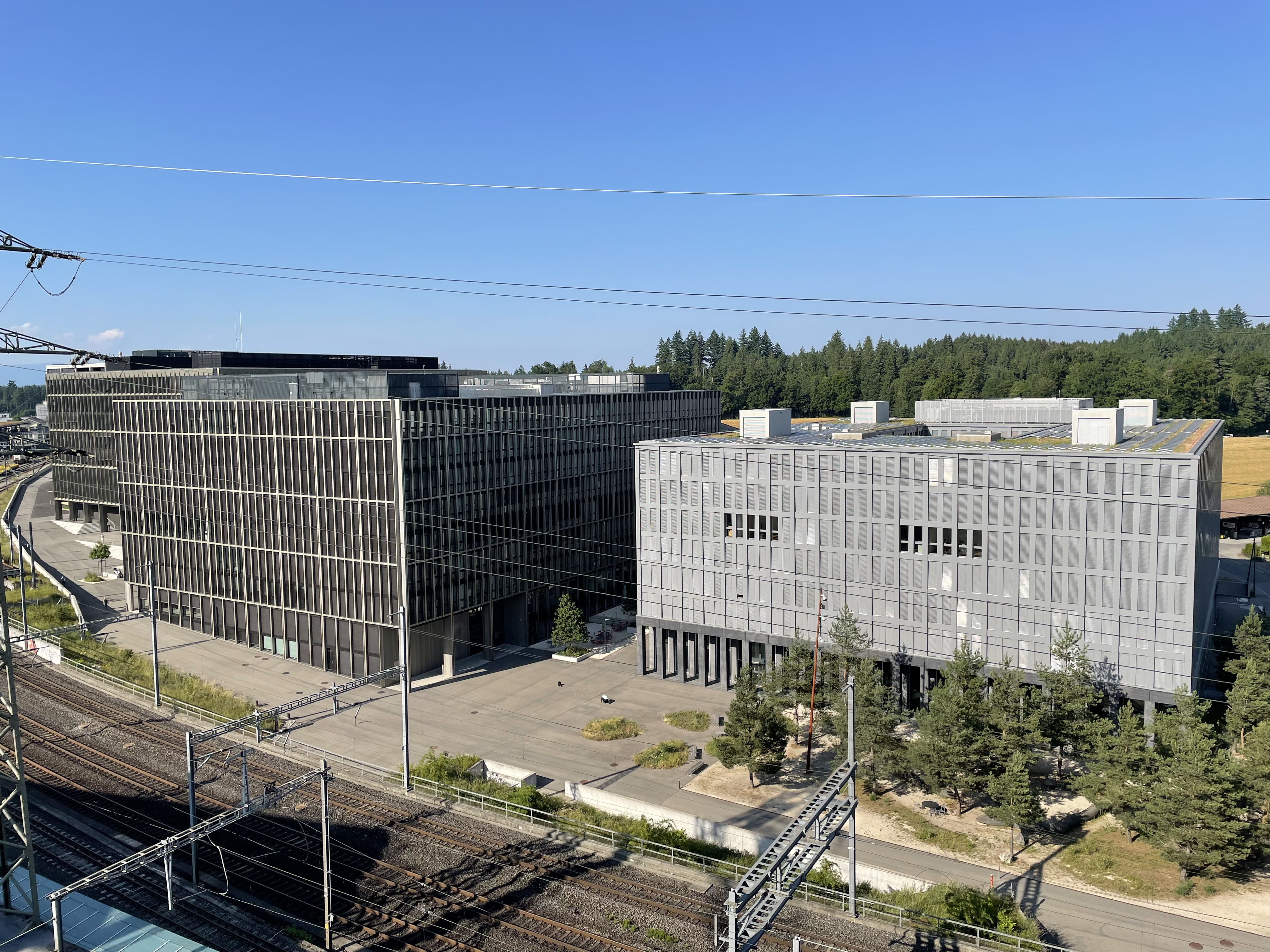
BIT Hauptsitz bei der RBS Haltestelle Oberzollikofen der S8

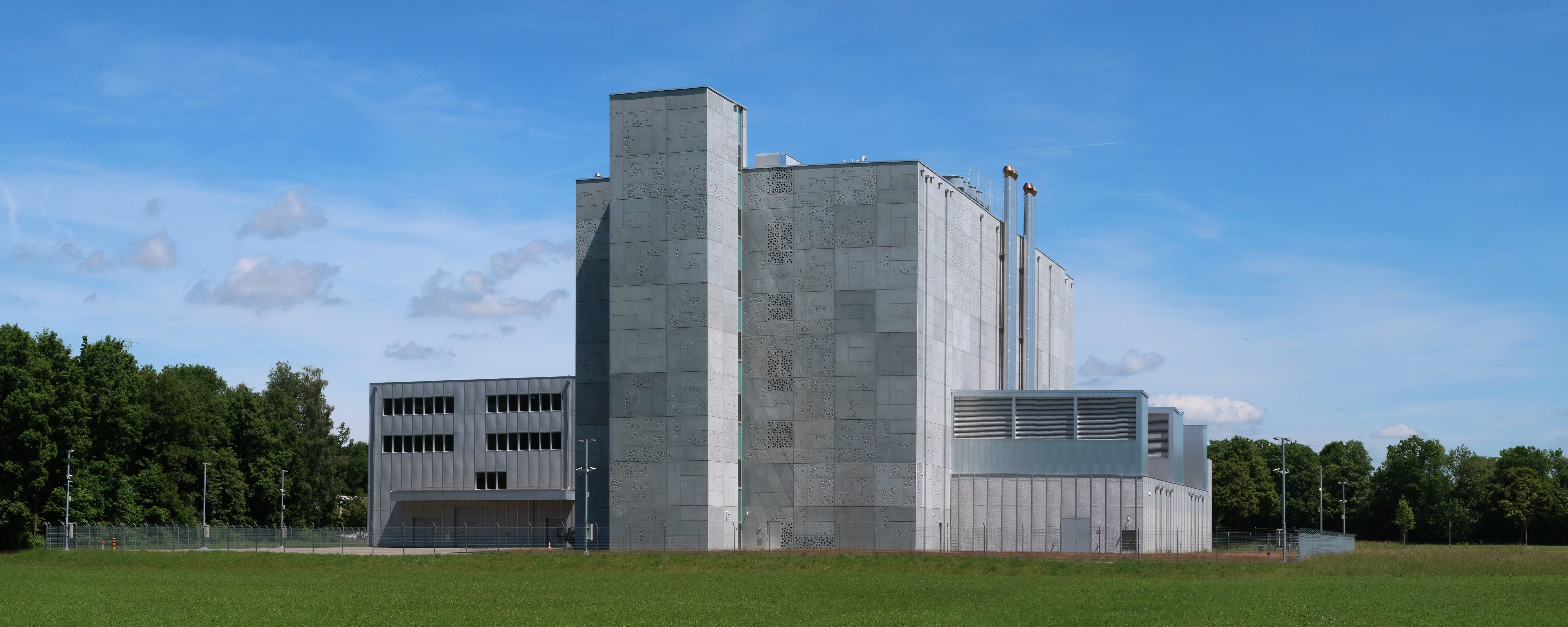
Rechenzentrum CAMPUS in Frauenfeld (2022)

Ab Mai 1998 befand sich der Hauptsitz des BIT in der Stadt Bern in dem als «Titanic II» bekannten Verwaltungsgebäude im Monbijouquartier. Seit 2021 liegt der Hauptsitz des BIT auf dem Campus Meielen in Zollikofen am Eichenweg 1 und Eichenweg 3. Das BIT verfügte zuvor über sieben Aussenstellen, davon ein Rechenzentrum. Neben vier weiteren Standorten in der Stadt Bern, befand sich je eine Niederlassung in Köniz und in Genf. Durch die Neubauten in Zollikofen konnte die Anzahl der Standorte auf einen mit zwei Gebäuden reduziert werden. Seit dem 2. März 2020 betreibt das BIT den zivilen Bereich des Rechenzentrums Frauenfeld (Rechenzentrum des Bundes), welches gemeinsam mit dem Departement für Verteidigung, Bevölkerungsschutz und Sport betrieben wird. Die Immobilie wurde von Armasuisse gebaut. Das BIT betreibt in dem neuen Rechenzentrum unter anderem Server des Eidgenössischen Justiz- und Polizeidepartements.